# Missing (andropの曲)
「Missing」（ミッシング）は、andropの4枚目のシングルである。2013年11月27日にワーナーミュージック・ジャパンから発売された。

## 概要
前作「Voice」より約3か月ぶりのシングルとなる。初回限定盤と通常盤の2形態で発売され、初回限定盤は特殊パッケージ仕様に加え、オリジナル・キーホルダーが封入された。なお、グッズが特典となったのはこの作品が初めてである。ジャケットはアートディレクターの田中勤郎、アーティスト写真は太田好治が担当し、"喪失感"と"覚悟"をモノトーンの色調で表現したものとなっている。
表題曲「Missing」は書き下ろしの新曲ではなく、バンド活動の初期に完成しながらこれまで発表されなかった楽曲で、内澤崇仁が指導を受けていたヴォイストレーナーの急逝がきっかけとなって制作された。内澤曰く、ちゃんと歌えないんじゃないかと思いながらも作らずにはいられなかったといい、歌を本格的に歌うきっかけにもなった曲であるという。
表題曲は、2013年11月公開の東映配給映画『ルームメイト』主題歌に起用され、バンドにとって初の映画主題歌となった。同年10月30日に新宿バルト9で行われた完成披露試写会では、内澤が弾き語りで「Missing」を初披露した。

## 収録曲
| 全作詞・作曲: 内澤崇仁。 |                 |          |            |      |
| #                        | タイトル        | 作詞     | 作曲・編曲 | 時間 |
| 1.                       | 「Missing」     | 内澤崇仁 | 内澤崇仁   | 5:13 |
| 2.                       | 「Melody Line」 | 内澤崇仁 | 内澤崇仁   | 3:45 |
| 合計時間:                | 合計時間:       | 8:59     |            |      |